# Coupe des champions de la CONCACAF 1979
Navigation
Édition précédente Édition suivante
La Coupe des champions de la CONCACAF 1979 était la quinzième édition de cette compétition.
Elle a été remportée par le Club Deportivo FAS face au CRKSV Jong Colombia sur le score cumulé de 9 buts à 0.

## Participants
Un total de 17 équipes provenant d'un maximum de 11 nations pouvaient participer au tournoi. Elles appartenaient aux zones Amérique du Nord, Amérique Centrale et Caraïbes de la CONCACAF.
Le tableau des clubs qualifiés était le suivant :
| Nation                    | Club                  | Raison de qualification                          |
| Zone Amérique du Nord     |                       |                                                  |
| Premier Tour              |                       |                                                  |
| Mexique                   | Tigres UANL           | Champion du Mexique 1977-78.                     |
| États-Unis                | Soccer Universidad AC | Méthode de qualification inconnue.               |
| Zone Amérique Centrale    |                       |                                                  |
| Tours d'entrée non connus |                       |                                                  |
| Salvador                  | Club Deportivo FAS    | Champion du Salvador 1978.                       |
| Salvador                  | Alianza FC            | Second du championnat du Salvador 1978.          |
| Costa Rica                | CS Herediano          | Champion du Costa Rica 1977-78.                  |
| Guatemala                 | CSD Comunicaciones    | Champion du Guatemala 1977.                      |
| Honduras                  | CD Marathón           | Cinquième du championnat du Honduras 1978        |
| Zone Caraïbes             |                       |                                                  |
| Quatrième Tour            |                       |                                                  |
| Suriname                  | SV Robinhood          | Champion du Suriname 1978.                       |
| Trinité-et-Tobago         | Trintoc               | Second du championnat de Trinité-et-Tobago 1978. |
| Troisième Tour            |                       |                                                  |
| Suriname                  | SV Leo Victor         | Champion du Suriname 1978.                       |
| Trinité-et-Tobago         | Defence Force         | Champion de Trinité-et-Tobago 1978.              |
| Deuxième Tour             |                       |                                                  |
| Antilles néerlandaises    | CRKSV Jong Colombia   | Champion des Antilles néerlandaises 1978-79      |
| Antilles néerlandaises    | CRKSV Jong Holland    | Vice-champion des Antilles néerlandaises 1978-79 |
| Jamaïque                  | Arnett Gardens        | Champion de Jamaïque 1977-78.                    |
| Premier Tour              |                       |                                                  |
| Jamaïque                  | Santos FC (en)        | Second du championnat de Jamaïque 1977-78.       |
| République dominicaine    | FC Don Bosco          | Champion de République Dominicaine 1978.         |

## Calendrier
| Tour                          | Nom                    | Date aller          | Date retour         | Équipes participantes | Équipes restantes |
| Phase de qualification (1979) |                        |                     |                     |                       |                   |
| 1                             | Phase de qualification | 20 mai - 27 octobre | 20 mai - 27 octobre | 17                    | 17 à 3            |
| Phase finale (1979)           |                        |                     |                     |                       |                   |
| 1                             | Demi-Finale            | 14 novembre         | 20 novembre         | 2                     | 3 à 2             |
| 2                             | Finale                 | 22 décembre         | 29 décembre         | 2                     | 2 à 1             |

## Compétition

### Phase de qualification

#### ZoneAmérique du Nord

##### Premier tour
| Date            | Pays | Club        | Aller | Retour | Club                  | Pays | Commentaire |
| 22 / 29 juillet |      | Tigres UANL | 2-0   | 1-0    | Soccer Universidad AC |      |             |

#### ZoneAmérique Centrale
Les premiers matchs de la zone devaient avoir lieu le 20 mai, mais à la suite de nombreux problèmes d'organisation, la plupart des équipes déclarèrent forfait, le Club Deportivo FAS a ainsi représenté l'Amérique Centrale lors de la phase finale.

#### ZoneCaraïbes

##### Premier tour
| Date            | Pays | Club           | Aller   | Retour  | Club         | Pays | Commentaire                          |
| Dates inconnues |      | Santos FC (en) | Forfait | Forfait | FC Don Bosco |      | Le FC Don Bosco ne s'est pas déplacé |

##### Deuxième tour
| Date             | Pays | Club           | Aller | Retour | Club                | Pays | Commentaire |
| 27 mai / 10 juin |      | Arnett Gardens | 0-1   | 0-2    | CRKSV Jong Holland  |      |             |
| 27 mai / 24 juin |      | Santos FC (en) | 0-2   | 0-2    | CRKSV Jong Colombia |      |             |

##### Troisième tour
| Date            | Pays | Club               | Aller | Retour | Club                | Pays | Commentaire |
| 15 / 28 juillet |      | CRKSV Jong Holland | 0-0   | 0-2    | Defence Force       |      |             |
| 15 / 29 juillet |      | SV Leo Victor      | 2-1   | 0-2    | CRKSV Jong Colombia |      |             |

##### Quatrième tour
| Date             | Pays | Club          | Aller            | Retour           | Club                | Pays | Commentaire |
| 3 / 15 septembre |      | Defence Force | 2-0              | 0-3              | CRKSV Jong Colombia |      |             |
| 3 / 15 septembre |      | SV Robinhood  | Scores inconnues | Scores inconnues | Trintoc             |      |             |

##### Cinquième tour
| Date            | Pays | Club         | Aller | Retour | Club                | Pays | Commentaire |
| 21 / 27 octobre |      | SV Robinhood | 0-0   | 0-1    | CRKSV Jong Colombia |      |             |

### Phase Finale

#### Tableau
|  | Demi-finale            | Demi-finale | Demi-finale   | Demi-finale            |   |   | Finale | Finale | Finale | Finale |
|  |                        |             |               |                        |   |   |        |        |        |        |
|  | 14 et 20 novembre 1979 |             |               |                        |   |   |        |        |        |        |
|  |                        |             |               |                        |   |   |        |        |        |        |
|  | Tigres UANL            | 0           | 0             |                        |   |   |        |        |        |        |
|  | Tigres UANL            | 0           | 0             | 22 et 29 décembre 1979 |   |   |        |        |        |        |
|  | Club Dep. FAS          | 0           | 1             |                        |   |   |        |        |        |        |
|  | Club Dep. FAS          | 0           | 1             | Jong Colombia          | 1 | 1 |        |        |        |        |
|  |                        |             |               |                        | 1 | 1 |        |        |        |        |
|  |                        |             | Club Dep. FAS | 1                      | 7 |   |        |        |        |        |

#### Demi-finale
| Pays | Club        | Aller | Retour | Club               | Pays | Commentaire |
|      | Tigres UANL | 0-0   | 0-1    | Club Deportivo FAS |      |             |

#### Finale
| Match aller      | CRKSV Jong Colombia | 1:1 | Club Deportivo FAS | Stade inconnu Boca Samí, Antilles néerlandaises |  |
| 22 décembre 1979 | Buteur inconnu      |     | Buteur inconnu     |                                                 |  |

| Match retour     | Club Deportivo FAS | 7:1 | CRKSV Jong Colombia | Estadio Oscar Quiteño Santa Ana, El Salvador |  |
| 29 décembre 1979 | Buteurs inconnus   |     | Buteur inconnu      |                                              |  |

| Champion de la CONCACAF 1979     |
| -------------------------------- |
| Drapeau du Salvador              |
| Club Deportivo FAS Premier Titre |